# Parroquia del Sagrado Corazón (Orense)
La Parroquia del Sagrado Corazón es un templo católico del siglo xx ubicado en el barrio de A Carballeira, en Orense (Galicia, España).

## Historia
El espacio en el que se encuentra situada la iglesia estuvo ocupado inicialmente por la fábrica de gaseosas La Granja, propiedad de Ángel Eiriz, quien había arrendado el solar al marqués de Riestra hasta que a instancias de Amando Arauxo Iglesias, párroco de Santa Eufemia, el marqués tomó la decisión de rescindir el contrato sin ningún tipo de compensación económica y regalar el terreno para la edificación del templo. Se conoce que para 1958 el edificio se hallaba en construcción o a punto de ser inaugurado, habiendo sido levantado casi al mismo tiempo que la iglesia parroquial de Santa Teresita, ubicada en el barrio orensano de O Vinteún. El motivo de erigir un templo en el barrio de A Carballeira fue el hecho de que el mismo empezaba a desarrollarse gracias al plan de construcción de varias viviendas en la década de 1950 por parte de la Caja de Ahorros de la provincia, además de que estaba previsto el levantamiento de una avenida de circunvalación. Del mismo modo, el lugar en el que se emplazó la iglesia estaba destinado a constituir un punto de encuentro entre diversas calles del barrio debido a que frente al edificio se iba a instalar una plazoleta (actual Plaza Sagrado Corazón), además de que en las proximidades no existía ningún otro templo parroquial.

## Descripción

### Exterior
La fachada, cuyo diseño corresponde al arquitecto Manuel Conde Fidalgo (autor, entre otras, de las iglesias parroquiales orensanas de San Pío X y Nuestra Señora de Fátima), destaca por la sencillez característica de la mayoría de iglesias de nueva construcción, aunque es la que posee mayores ornamentaciones en el exterior comparada con el resto de templos parroquiales de la ciudad levantados en el siglo xx. La portada posee arco de medio punto compuesto por tres arquivoltas de 20 dovelas cada una con jamba y capitel. En el tímpano destaca una talla monocromática del Sagrado Corazón emplazada en una sencilla hornacina de forma rectangular, mientras que sobre ella se ubican un tornalluvias y un reloj de grandes dimensiones. Una de las características más llamativas del diseño es el hecho de que el campanario se halla en el ábside en vez de en la fachada principal, como suele ser habitual; según el sacerdote Rafael Pato Movilla, esto se debió a que desde el ábside se escuchaba mejor el sonido de las campanas.

### Interior

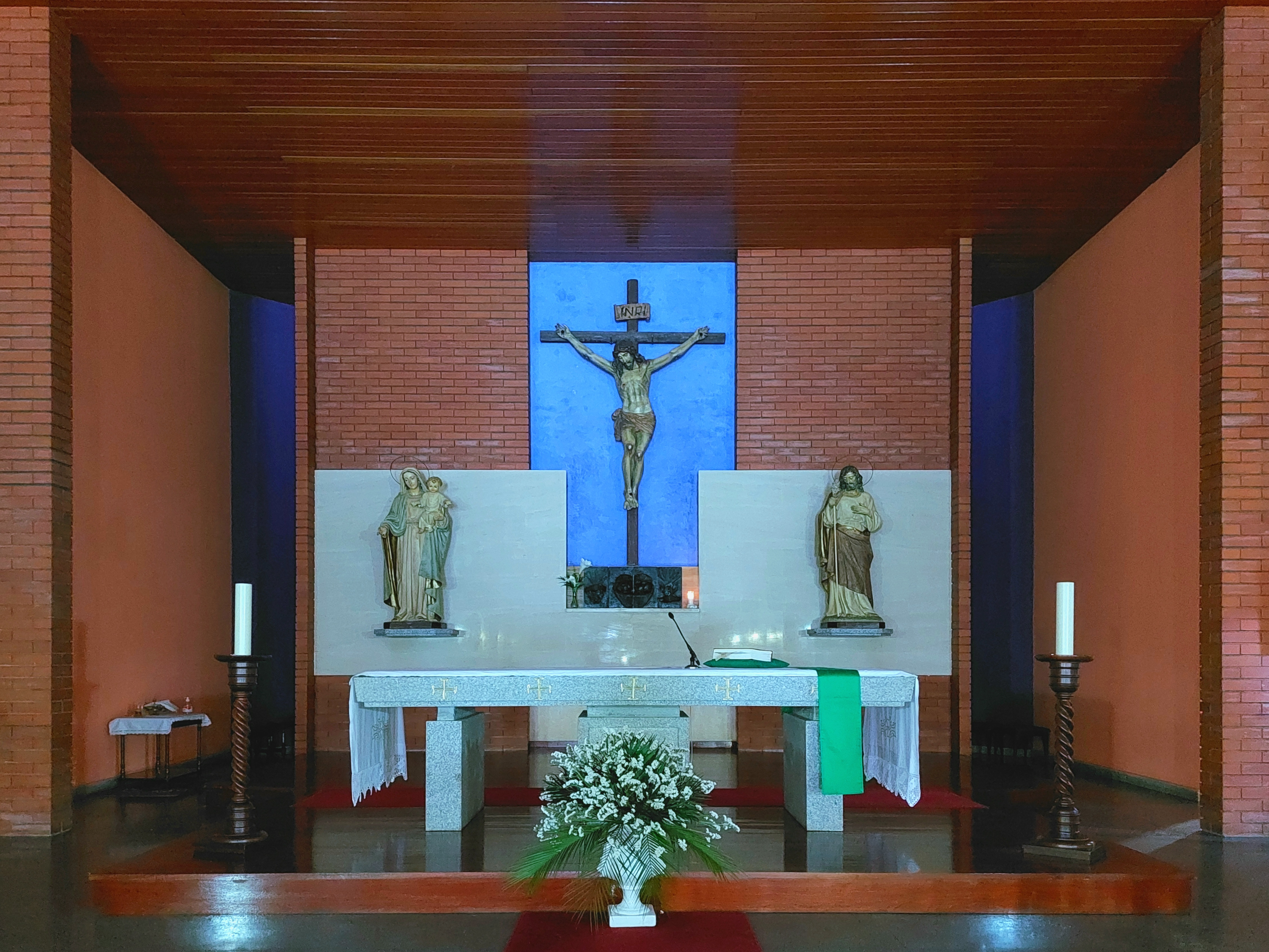
Capilla mayor

Respecto al interior, la iglesia, de tipo basilical, posee planta rectangular con tres naves. La capilla mayor, al igual que las de numerosos templos modernos, carece de retablo y posee tres imágenes sobre un fondo el cual combina baldosa clara con ladrillo rojo: un Cristo crucificado en el centro sobre un fondo azul y, a izquierda y derecha, tallas de la Virgen con el Niño y San José. Por su parte, en los muros que delimitan y a la vez enmarcan el presbiterio (bajo el cual se halla un local destinado a la realización de actividades parroquiales), se encuentran dos imágenes: a la izquierda, tras una pila bautismal labrada en piedra, se halla una representación poco habitual de la Inmaculada Concepción (con velo, corona y ausencia de la media luna característica), ubicándose a la derecha una talla del Sagrado Corazón, imagen titular de la parroquia la cual es sacada en procesión durante su festividad.
La iglesia, carente de tribuna, posee al igual que otros templos de la ciudad (como el de la Inmaculada de Montealegre) columnas que flanquean el pasillo central bajo sencillos arcos escarzanos, creando una notoria separación entre la zona del evangelio y la zona de la epístola, en la cual se ubican una serie de vitrales decorados con temática religiosa. Destacan a los lados varios paneles de baldosas los cuales cubren parcialmente los muros de ambas naves, estando el techo revestido con láminas de madera y el suelo compuesto enteramente de baldosas. A la entrada, a derecha e izquierda, se sitúan dos confesionarios realizados en madera: junto al de la izquierda destaca una pequeña imagen de Cristo crucificado, mientras que junto al de la derecha se halla un diminuto habitáculo en el que se custodia una imagen de vestir de Jesús Nazareno, obra del siglo xix antiguamente en posesión de la Cofradía de los Dolores, dependiente de Roma, la cual es portada en Semana Santa durante la procesión del Santo Entierro por la Cofradía del paso de Jesús Nazareno.

## Galería de imágenes

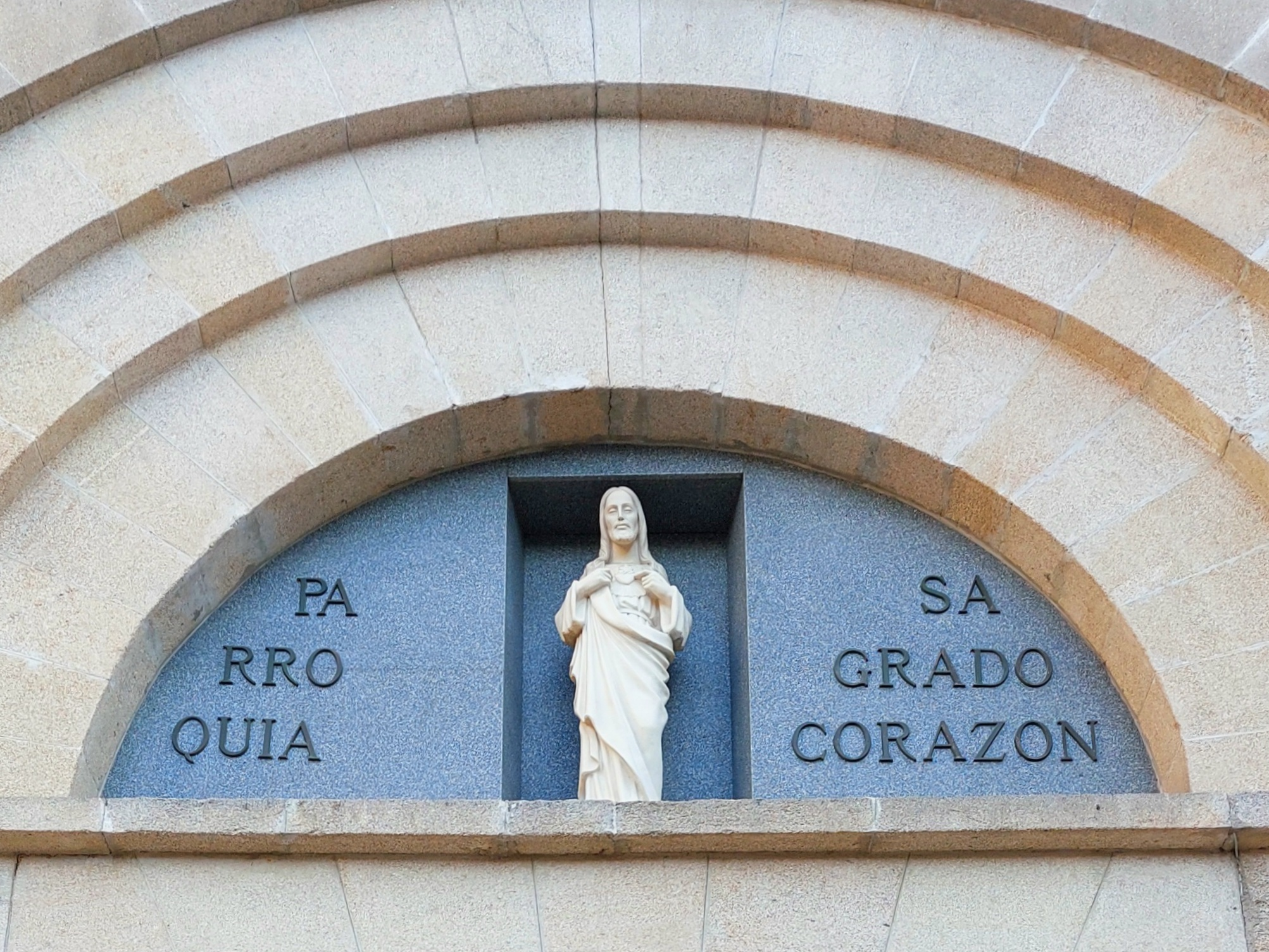
Talla del Sagrado Corazón situada en la fachada.
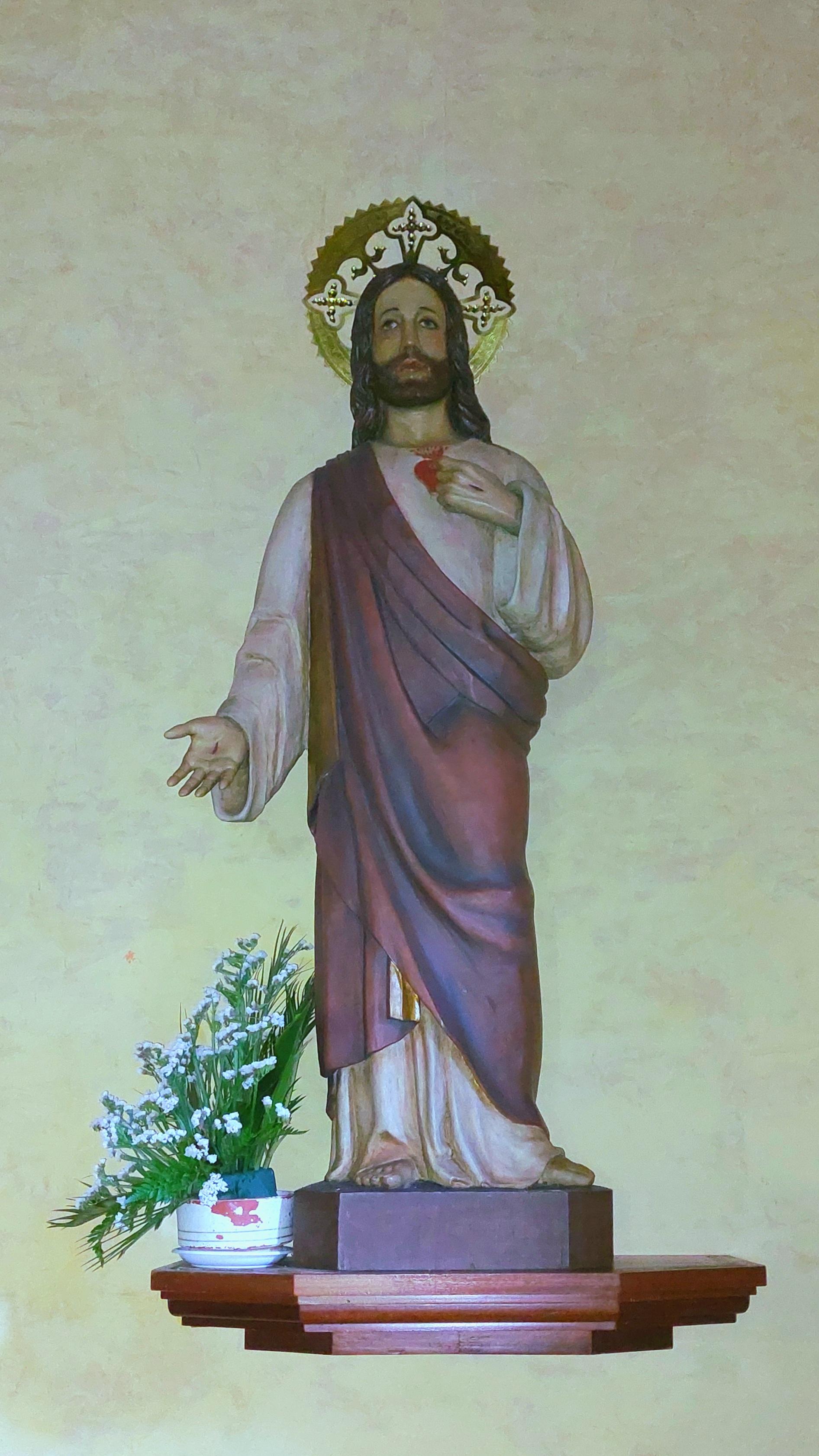
Talla del Sagrado Corazón.
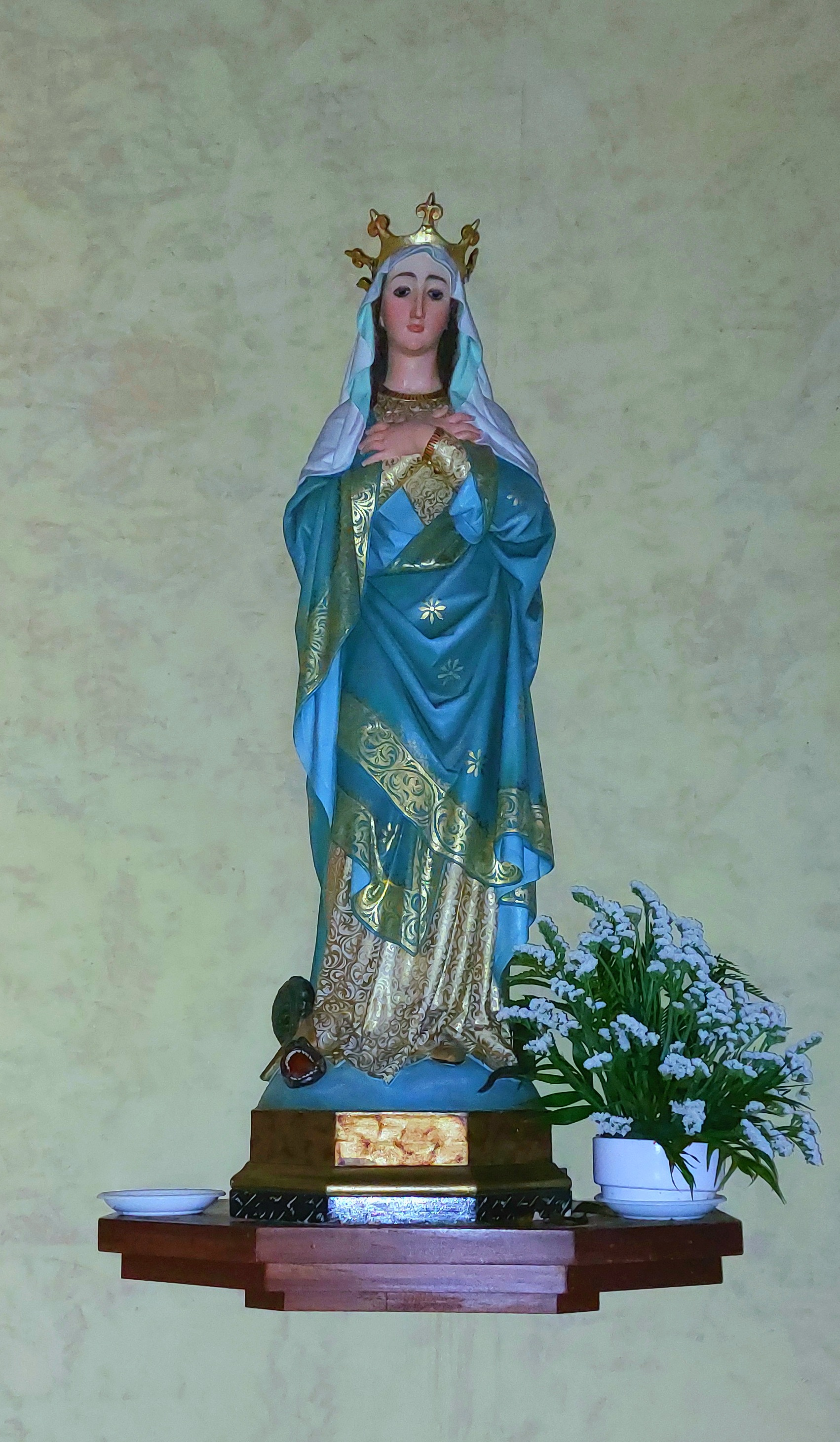
Talla de la Inmaculada Concepción.
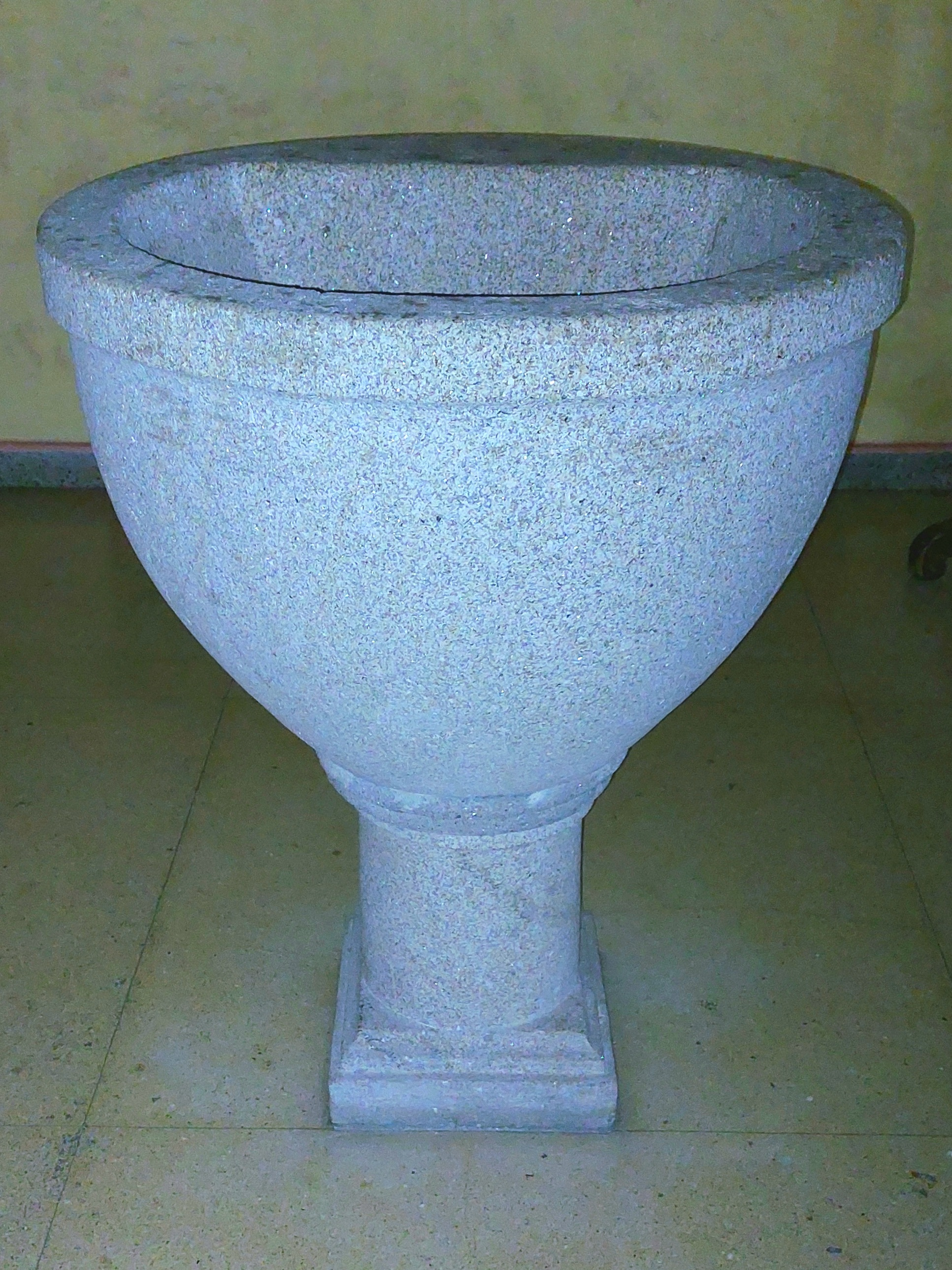
Pila bautismal.
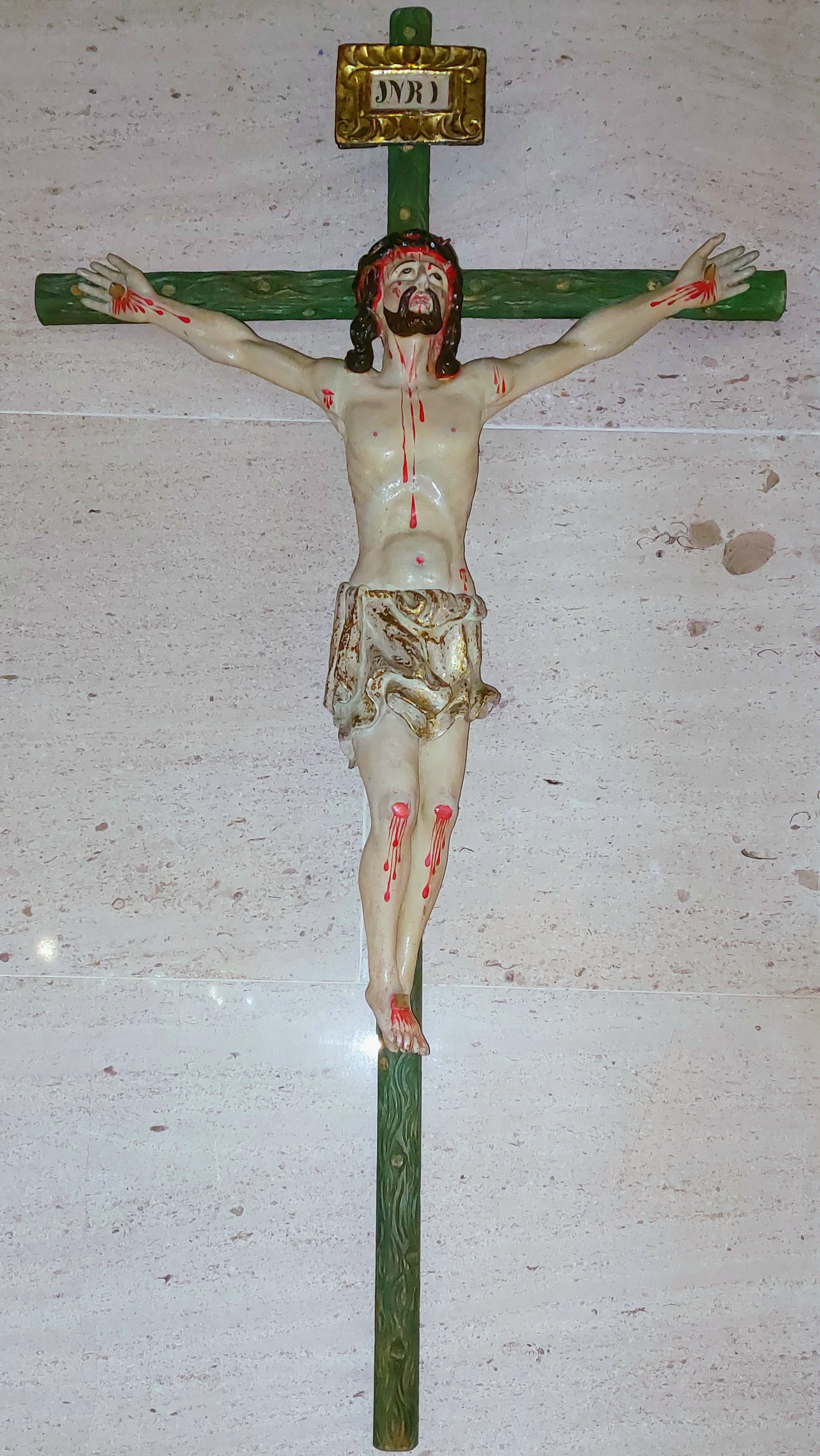
Talla de Cristo crucificado.
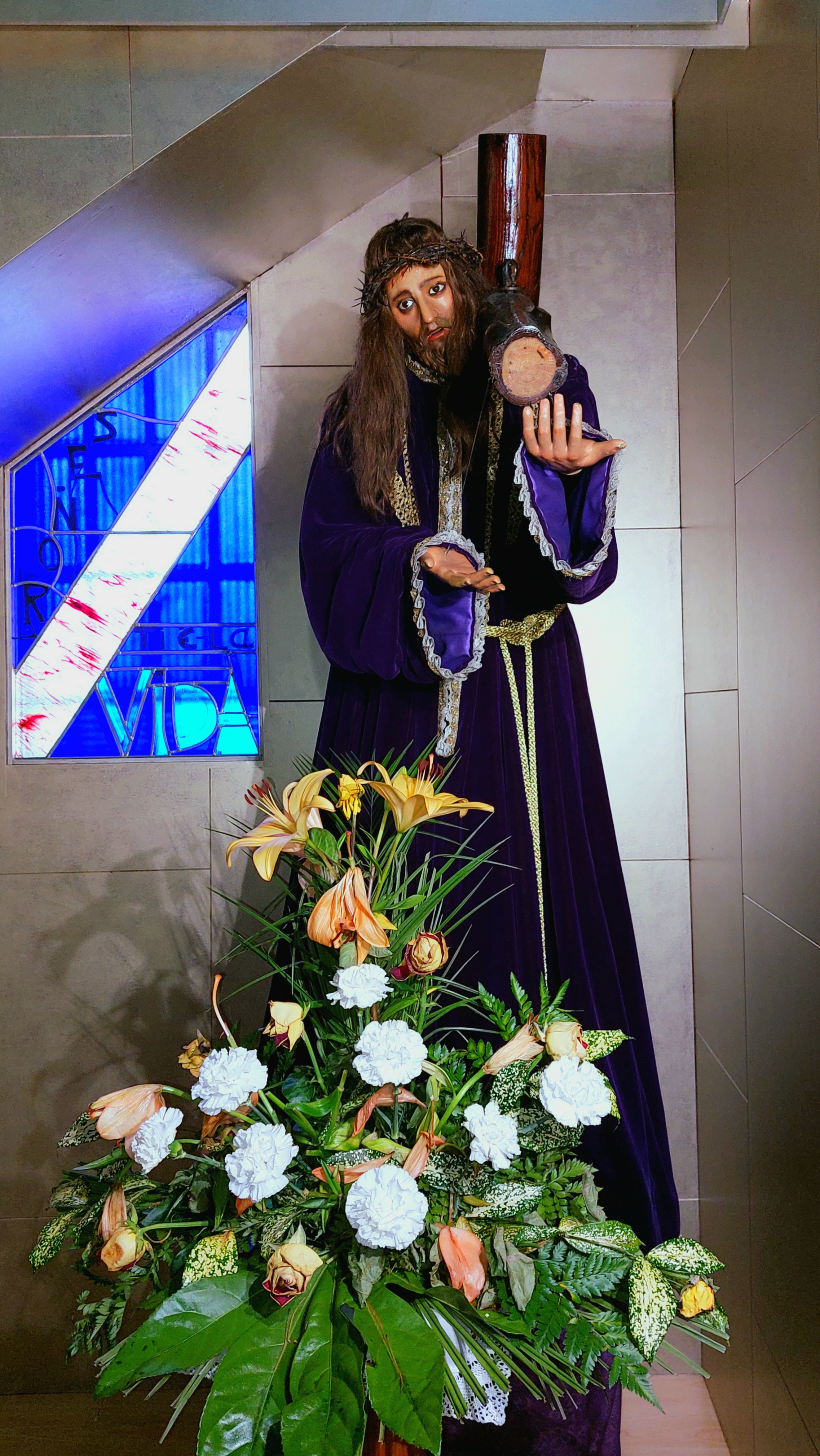
Talla de Jesús Nazareno.